# За мегалопольцев
«За мегалопольцев» — речь древнегреческого оратора Демосфена, сохранившаяся в составе «демосфеновского корпуса» под номером XVI. Была произнесена в афинском Народном собрании в конце 353 или начале 352 года до н. э.
Во время войны Спарты против Фив и аркадийского Мегалополя обе стороны пытались заключить союз с Афинами, причём среди афинян были сочувствующие и тем, и другим. Когда в Афины прибыли послы из Спарты и из Аркадии, Демосфен произнёс речь, в которой высказался за союз с Мегалополем. Он доказывал слушателям, что их город всегда вставал на сторону слабейшего, что в их интересах добиваться равновесия сил, не допуская гегемонии какого-либо полиса. Поскольку предыдущие ораторы раскрыли суть дела, Демосфену пришлось сосредоточиться на опровержении из слов.
Известно, что афиняне не прислушались к оратору. Позже помощь аркадянам оказал Филипп II Македонский, из-за чего полисы Пелопоннеса соблюдали нейтралитет во время решающего столкновения Афин с Македонией в 338 году до н. э.